# Odontosabula gloriosa
Odontosabula gloriosa är en tvåvingeart som beskrevs av Matsumura 1905. Odontosabula gloriosa ingår i släktet Odontosabula och familjen vedflugor. Inga underarter finns listade i Catalogue of Life.